# Zenobija (biljni rod)
Zenobija (lat. Zenobia), monotipski rod poluzimzelenog grmlja s jugoistoka Sjeverne Amerike (Virginia, Georgia i Sjeverna i Južna Karolina).
Jedina vrsta je Z. pulverulenta koja pripada porodici vrjesovki, a može biti i poluzimzelena i listopadna.